# Krouty 1918
Pour plus de détails, voir Fiche technique et Distribution.
Krouty 1918 (en ukrainien : Крути 1918) est un drame de guerre et historique ukrainien tourné en 2018 sur la bataille de Krouty pendant la guerre soviéto-ukrainienne.

## Synopsis
Le film se déroule pendant l'hiver 1918 entre les jeunes cadets militaires de la République nationale ukrainienne et les troupes de l'Armée rouge.

## Fiche technique
- Evgeny Lamakh est Andriy Savytskyi
- Oleksandr est Valérik Piskunov
- Maxime Volodia est Donets
- Tomasz Sobczak est Berg
- Oleksandr Oleksenko est le lycéen Hryhoriy Pipskyi
- Dmytro Oliynyk est un étudiant polonais
- Natalya Vasko, la mère de Sofia.
- Ievhen Nychtchouk, le père de Pipsky.

Il est aussi sorti sous le titre Winter of The Braves.